# 霍姆斯特德 (密蘇里州)
霍姆斯特德（英語：Homestead）是位於美國密蘇里州雷縣的村。

## 人口
根據2020年美國人口普查的數據，霍姆斯特德的面積為0.41平方千米，皆為陸地。當地共有人口192人，而人口密度為每平方千米468人。